# Роден на четвърти юли (филм)
„Роден на четвърти юли“ (на английски: Born on the Fourth of July) е адаптация от 1989 – американски филм по най-продаваната автобиография със същото име, на ветерана от войната във Виетнам Рон Ковик. Том Круз играе Рон Ковик, в представление, където той печели първата си номинация за Оскар. Оливър Стоун (самият ветеран от Виетнам) е съавтор на сценария с Ковик, а също така продуцира и режисира филма. Стоун иска да заснеме филма във Виетнам, но тъй като отношенията между Съединените щати и Виетнам все още не са се нормализирали, той е заснет във Филипините. Филмът се счита за част от „трилогията“ на Стоун на филми за войната във Виетнам, след „Взвод“ (1986) и преди „Небе и Земя“ от (1993).

## Сюжет
Филмът разказва истинската история на Рон Ковик, жизнерадостен младеж от малко провинциално градче в САЩ, което обича страната си. Той шокира родителите си с решението да се запише доброволец за войната във Виетнам.
Ентусиазмът му бързо се превръща в объркване и ужас, когато по погрешка убива един от собствените си хора. По-късно е ранен фатално и остава парализиран от кръста надолу. Когато се завръща в родината си, той отдавна не е ентусиазирано момче, а ветерна, който преживява ужасите на видяното отново и отново, докато се лекува в болницата за ветерани. Отчаянието го води към алкохолизма, докато не решава да превърне недоволството си в позитивна сила и да се превърна в антивоенен активист.

## В ролите
| Изпълнител       | Роля                |
| ---------------- | ------------------- |
| Том Круз         | Рон Ковик           |
| Кира Седжуик     | Донна               |
| Брайън Ларкин    | Рон Ковик като дете |
| Реймънд Дж. Бари | Г-н Ковик           |
| Кэролайн Кава    | Г-жа Ковик          |
| Франк Уайли      | Тими                |
| Том Беринджър    | сержант Хейс        |
| Уилям Дефо       | Чарли               |
| Джена фон Ой     | младата Сюзан Ковик |
| Стивън Болдуин   | Били Ворсович       |

## Награди и номинации
„Роден на четвърти юли“ е номиниран за осем награди „Оскар“ и спечели „Оскар“ за най-добър режисьор и най-добър филм за редактиране. Историята е за парализирания ветеран от Виетнамската война, станал антивоенен активист.
Филмът е носител на две награди „Оскар“, включително награда на Оливър Стоун за най-добра режисура; четири награди „Златен глобус“.